# ガイウス・ゲヌキウス・クレプシナ
ガイウス・ゲヌキウス・クレプシナ（ラテン語: Gaius Genucius Clepsina、生没年不詳）は紀元前3世紀初頭の共和政ローマの政治家・軍人。紀元前276年と紀元前270年に執政官（コンスル）を務めた。

## 出自
プレブス（平民）であるゲヌキウス氏族の出身。父も祖父もプラエノーメン（第一名、個人名）はルキウスである。紀元前271年の執政官ルキウス・ゲヌキウス・クレプシナは兄弟と思われる。またコグノーメンは異なるものの、紀元前303年の執政官ルキウス・ゲヌキウス・アウェンティネンシスが父である可能性がある。

## 経歴
紀元前276年、クレプシナは執政官に就任。同僚執政官はクィントゥス・ファビウス・マクシムス・グルゲスであった。執政官就任期間中の特筆すべき出来事は、ローマで再び疫病が流行ったことであった。
紀元前270年、二度目の執政官に就任。同僚執政官はグナエウス・コルネリウス・ブラシオであった。この年に、カンパニアのレギオン（現在のレッジョ・ディ・カラブリア）を守備していたカンパニア兵が反乱した。両執政官はレギオンを攻略、旧市民のために再建した。反乱兵はローマへ送られトリブス民会で死刑が宣言された。4,500の反乱兵が、一度に300人ずつ処分された。鞭打たれた後に、首の後ろの腱が切断された。埋葬することは許されず、その死体はフォルム・ロマヌムで鳥と犬に処理させた。しかし、凱旋式の栄誉はブラシオのみが得た。
エトルリアのカエレ（en）の聖域にある碑文にはプラエフェクトゥスとしてガイウス・ゲヌキウス・クレプシナの名前がある。おそらくこの人物は執政官クレプシナと同一人物である。
その後のクレプシナに関しては不明である。またクレプシナのコグノーメンを持つ人物も、その後の歴史に登場しない。

## 参考資料
- オロシウス『異教徒に反論する歴史』
- ハリカルナッソスのディオニュシオス『ローマ古代誌』
- 凱旋式のファスティ
- Amrio Toreli: The Roman Period. In: Nancy Thomson de Grummond , Lisa C. Pieraccini (ed.): Caere. University of Texas Press, Austin TX 2016, ISBN 978-1-4773-0843-1
- Hans Georg Gundel : Genucius 13. In: The Little Pauly (KlP). Volume 2, Stuttgart 1967, Sp. 748.
- Friedrich Münzer : Genucius 17. In: Paulys Realencyclopädie der classischen Altertumswissenschaft (RE). Band VII,1, Stuttgart 1910, Sp. 1209.